# 天主教苏里高教区
天主教蘇里高教區 （拉丁語：Dioecesis Surigensis）是菲律賓一個羅馬天主教教區，屬天主教卡加延-德奥罗总教区。1939年6月3日升為教區。
教區位於北蘇里高省。2010年有教友564,000人、29個堂區、56名司鐸。現任主教安東涅托‧卡巴霍格。